# Арресто, Генрих
Генрих Арресто (нем. Christlieb Georg Heinrich Arresto; 1769—1817) — немецкий актёр и драматург.

## Биография
Настоящее имя Карл Эдуард Бурхарди; родился в Шверине в 1768/9 году. Он работал на немецкой сцене, в Санкт-Петербурге, при директорстве Мире. С 1804 года взял дирекцию сам, а после пожара немецкого театра руководил в 1811 году в Митаве, управляя там и в Либаве странствующею труппою, откуда уже удалился заграницу и в Веймаре снова стал директором придворной труппы.
До Петербурга в 1798 году Арресто играл в труппе Грозмана, в Бремене и Ганновере. С 1801 по 1804 год Арресто был директором труппы в Гамбурге. Играл и писал Арресто только на немецком языке. В печати появились следующие его труды:
- „Die Landesfreude“ — эпилог к театральному представлению „Ахмед и Зенида“, данному в день рождения герцогини, в Шверинге, 1801 г.;
- „Vergehn und Grosse“, трагедия в 5 действ. Штутгардт, 1803 г.;
- „Die Soldaten“, комедия в 5 действиях. 1804 г. Гамбург;
- „Die Feindliche Sohn“ (продолжение предыдущей пьесы), комедия в 5 действиях. 1805 г. Гамбург;
- „Der Indienfahrer“, комедия же 1805 г.; обе пьесы эти пользовались большим успехом у современников и на Петербургской немецкой сцене[6].

В немецком издании „Monatschrift“, издававшемся в Санкт-Петербурге в 1804 году Шредером, напечатаны следующие сочинения Арресто: „Письмо к издателю“ (стр. 135—143, 2 ч., 1804 г.) и сцены из драмы „Пожарский, или освобожденная Москва“, перевод с русского языка. Оригинальная немецкая пьеса Арресто „Poscharscki und Minin, oder die Befreung Moskwa“, 31 стр., 8°, напечатано в Ревеле, в 1809 году.
Генрих Арресто скончался 22 июля (3 августа) 1817 года в Доберанге.